# North Texas Rayados
North Texas Rayados, mais conhecido como NTX Rayados, é uma agremiação esportiva da cidade de Dallas, Texas.  Atualmente disputa a North Texas Premier Soccer League, liga afiliada a United States Adult Soccer Association.

## História
Desde 2011 o clube disputa a NTPSA Division 1A, que é afiliada a USASA. O clube foi campeão da competição cinco vezes. O clube disputou a Lamar Hunt U.S. Open Cup em seis oportunidades, entre 2012 e 2017.

## Estatísticas

### Participações
|  | Participações em 2019 |

| Competição     | Competição               | Temporadas | Melhor campanha      | Estreia | Última | P | R |
| Estados Unidos | Lamar Hunt U.S. Open Cup | 8          | Terceira Fase (2014) | 2012    | 2018   |   | – |